# Nana Rawlings
Nana Konadu Agyeman Rawlings, née le 17 novembre 1948, est une femme politique ghanéenne. Elle a été candidate à l’élection présidentielle, après avoir été, quelques décennies plus tôt, la Première dame du Ghana, pendant plus d’une vingtaine d’années.

## Biographie

### Formation
Nana Konadu est née le 17 novembre 1948, à Cape Coast, de J.O.T. Agyeman et de son épouse. Elle est d’origine ashantie, et issue d’une famille royale,,,.
Elle fréquente l'École internationale du Ghana (en), puis l'école Achimota, où elle rencontre Jerry Rawlings. Elle étudie ensuite l'art et le textile à l'université des sciences et technologies Kwame-Nkrumah. En 1975, elle obtient un diplôme de design d'intérieur du London College of Arts,.
Elle poursuit ses études au cours des deux décennies suivantes, obtenant un diplôme en gestion avancée du personnel du Management Development and Productivity Institute du Ghana en 1979 et un certificat en développement du Ghana Institute of Management and Public Administration en 1991. Elle suit également suivi des cours à l'université Johns-Hopkins, à l'Institute for Policy Studies de Baltimore.

### Mariage
Nana Konadu épouse Jerry Rawlings en 1977. Ils ont eu leur premier enfant, une fille, Zanetor, en 1978. Rawlings est alors officier de l'armée de l'air. Deux autres filles et un fils suivent plus tard, Yaa Asantewaa, Amina et Kimathi.

### Première dame du Ghana
Elle devient une première fois la Première dame du Ghana lorsque son mari s’impose comme chef de l’État en 1979. Il revient au pouvoir, par un nouveau coup d'État, le 31 décembre 1981. En 1992, le Ghana revient avec succès à un régime civil. Des élections libres sont organisées. Jerry Rawlings est élu et reste au pouvoir jusqu'au 7 janvier 2001, faisant de son épouse la plus longue Première dame de l’histoire du Ghana.  

### Lutte pour les droits des femmes
En mai 1982, elle est aussi la fondatrice et la présidente du Mouvement des femmes du 31 décembre. Organisation non gouvernementale prônant l’émancipation des femmes, ce mouvement vise également à soutenir la popularité de Jerry Rawlings.   
Dans un communiqué, Nana Rawlings déclare sur l'objectif d'émancipation des femmes du Ghana : « Mon désir est de voir l'émancipation des femmes à tous les niveaux de développement pour leur permettre de contribuer et de bénéficier du progrès socio-économique et politique de le pays.... Le rôle vital des femmes dans la promotion de la paix dans la famille, le pays et le monde en général doit être reconnu. Et pour ce faire, elles doivent être habilitées politiquement et disposer des outils pour relever les défis de l'identification et de l'évaluation critiques des solutions pour le bien de la société ». Nana Rawlings est la présidente de ce mouvement, qui crée des centaines d'écoles maternelles au Ghana et travaille pour susciter un intérêt autour du développement de l'enfant et de la planification familiale.
L'ancienne Première dame du Ghana déclare qu'elle continuerait à travailler dans le mouvement des femmes même si son mari n'était plus président. 
Ce mouvement enseigne aux femmes ghanéennes comment générer des revenus et économiser de l'argent pour des projets communautaires. Il les encourage à faire partie du processus de prise de décision dans leurs villages et explique les politiques de santé et d'éducation. Il propose un programme d'alphabétisation des adultes pour leur apprendre à lire et à écrire – la majorité des femmes ne pouvaient pas le faire non plus. En 1991, grâce aux efforts de Nana Konadu, le Ghana a été le premier pays à approuver la Convention des Nations unies relative aux droits de l'enfant.
Via son mouvement, Nana Rawlings joue également un rôle crucial dans l'adoption d'une « loi sur les successions ab intestat », qui s'applique aux survivants de toute personne décédée sans testament. Traditionnellement, les femmes ghanéennes avaient peu ou pas de droits d'héritage à la mort de leur mari. La nouvelle loi met en place de nouvelles normes pour les héritages.
Le mouvement de Nana Rawlings apprend également aux villageoises à s'impliquer dans le processus électoral. En 1992, 19 femmes ont été élues aux élections législatives.
Indiquant le domaine des finances comme l'un de leurs domaines de préoccupation, Nana Rawlings déclare à Africa Report : « La plupart des ambassades occidentales ont dit que nous n'étions qu'un groupe politique et qu'elles n'ont pas pris le temps d'écouter. Les gens ont mis du temps à comprendre... Plus il y aura de femmes qui entreront en politique, mieux ce sera, parce que nous pensons moins aux guerres et à la fabrication d'armes ou quelle est la prochaine personne à tuer. Nous voulons créer des liens, du réseau et faire du monde un meilleur endroit où vivre ».

### Tournée américaine de 1995
En 1994, la Première dame du Ghana reste aux États-Unis pendant cinq semaines afin de participer à un programme de bourses en philanthropie et organisations à but non lucratif à l'Institute for Policy Studies de l'université Johns-Hopkins à Baltimore, avec un programme d'études sur des techniques de collecte de fonds, la politique fiscale et un cours sur l'organisation communautaire. C'était en 1994. En 1995, la Première dame du Ghana voyage à nouveau avec son mari dans les villes de New York, Chicago, Atlanta, Washington, D.C., Houston, Détroit, Lincoln, Pennsylvanie et Los Angeles, essayant d'encourager les investissements et le commerce avec le Ghana. Son mari est le premier président ghanéen à faire une tournée nationale aux États-Unis. Elle et son mari reçoivent des doctorats honoris causa à l'université Lincoln, en Pennsylvanie.

### Soucis familiaux
Nana Rawlings souffre aussi de la relation que son mari entretient avec Nathalie Yamb, sa porte-parole. De cette union extra-maritale naît Malik Stephane Yamb, le 4 juin 1999. En 2020, à la mort de Jerry Rawlings, Nathalie Yamb menace d’effectuer un test ADN à son fils afin de prouver la paternité de Jerry Rawlings. Un accord est trouvé entre les parties et Nana Rawlings permet à Nathalie Yamb d’assister aux funérailles nationales et d'obtenir une partie de l’héritage de Jerry Rawlings.

### Ambition présidentielle
En 2016, elle devient la première femme à se présenter à la présidence du Ghana. Elle serait devenue la première femme présidente du Ghana si elle avait gagné avec son parti nouvellement formé en 2016, mais elle est largement battue et n'obtient que 0,16 % des suffrages exprimés.